# Казанче-Бигеней
Казанче-Бигеней (тат. Казанчы-Бигәнәй) — село в Сабинском районе Республики Татарстан, в составе Сатышевского сельского поселения.

## География
Село находится на реке Казкаш, в 14 км к югу от районного центра — посёлка городского типа Богатые Сабы.

## Этимология
Топоним произошёл от татарского слова «казанчы» (котельщик) и антропонима «Бигәнәй» (Бигеней).

## История
Основание села относят к периоду Казанского ханства.
В сословном плане, в XVIII веке и вплоть до 1860-х годов, жителей села причисляли к государственным крестьянам. Их основные занятия в этот период — земледелие и разведение скота, были распространены плотничный, валяльный и портняжный промыслы.
По сведениям из первоисточников, в начале XX столетия в селе действовали мечеть, мельница, 2 мелочные лавки. В этот период земельный надел сельской общины составлял 725,4 десятины.
До 1920 года село входило в Елышевскую волость Мамадышского уезда Казанской губернии. С 1920 года в составе Мамадышского кантона ТАССР. С 10 августа 1930 года в Сабинском районе.
В 1930-е годы в селе был организован первый колхоз. В селе работал клуб.

## Население
| 1782 | 1859 | 1897 | 1908 | 1920 | 1926 | 1938 | 1949 | 1970 | 1979 | 1989 | 2002 | 2010 | 2020 |
| ---- | ---- | ---- | ---- | ---- | ---- | ---- | ---- | ---- | ---- | ---- | ---- | ---- | ---- |
| 67   | 306  | 503  | 538  | 516  | 428  | 375  | 281  | 238  | 211  | 149  | 157  | 143  | 139  |

Национальный состав села — татары.

## Экономика
Село входит в состав филиала №1 «Сатышево» общества с ограниченной ответственностью «Саба».
Жители занимаются преимущественно полеводством и животноводством.

## Инфраструктура
Действует библиотека (в 1938 г. открылась как изба-читальня).